# Max von Fabeck

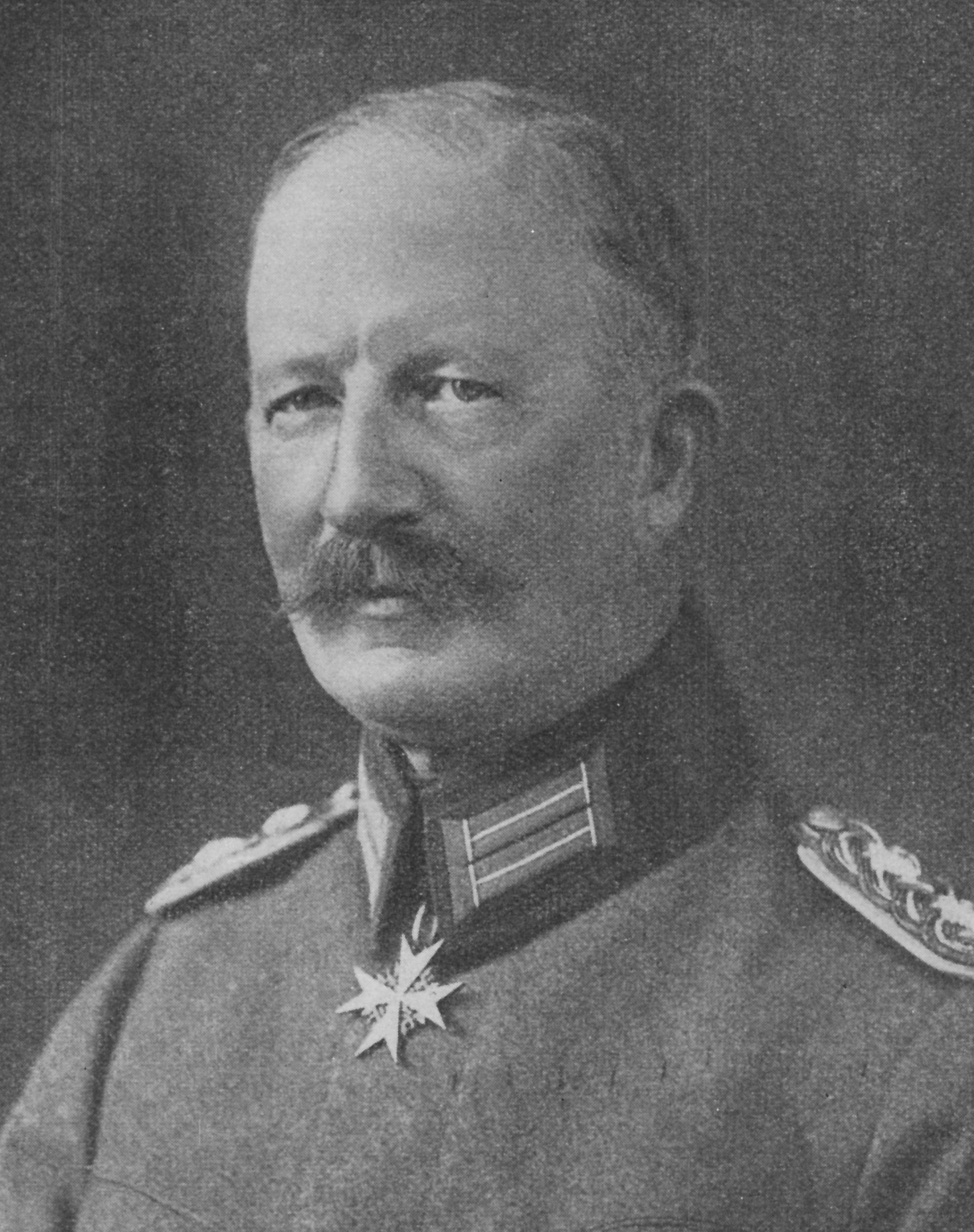
Max von Fabeck

Herrmann Gustav Karl Max von Fabeck (* 6. Mai 1854 in Berlin; † 16. Dezember 1916 in Partenkirchen) war ein preußischer General der Infanterie und Oberbefehlshaber mehrerer deutscher Armeen im Ersten Weltkrieg.

## Leben

### Herkunft
Er war der Sohn des preußischen Generalleutnants Hermann von Fabeck (1816–1873) und dessen Ehefrau Bertha, geborene von dem Borne (1829–1910).

### Militärkarriere
Aus dem Kadettenkorps kommend trat Fabeck am 18. Oktober 1871 im Alter von 17 Jahren als Sekondeleutnant in das 1. Garde-Regiment zu Fuß der Preußischen Armee ein. Zur weiteren Ausbildung absolvierte er 1878 bis 1881 die Kriegsakademie in Berlin und avancierte zwischenzeitlich Mitte Oktober 1879 zum Premierleutnant. Ab dem 18. April 1882 war er zunächst auf ein Jahr zur Dienstleistung beim Großen Generalstab kommandiert. Dieses Kommando verlängerte sich um ein weiteres Jahr. Unter Belassung in seinem Kommando wurde er anschließend aggregiert zum Generalstab der Armee versetzt und stieg Mitte Juli 1884 zum Hauptmann auf. Drei Monate später wurde Fabeck unter weiterer Belassung im Großen Generalstab in den Generalstab der Armee einrangiert. Vom 23. September 1896 bis zum 28. Dezember 1897 war er in Karlsruhe im Generalstab der 28. Division tätig. Anschließend wieder in den Großen Generalstab versetzt, folgte eine dreimonatige Kommandierung zur Dienstleistung beim Kriegsministerium. Nach einer weiteren Verlängerung trat Fabeck unter Entbindung von seinem Kommando am 16. Februar 1889 als Kompaniechef im Infanterie-Regiment „Großherzog Friedrich Franz II. von Mecklenburg-Schwerin“ (4. Brandenburgisches) Nr. 24 kurzzeitig in den Truppendienst zurück.
Unter vorläufiger Überweisung zum Großen Generalstab erfolgte am 26. September 1889 seine Rückversetzung in den Generalstab der Armee. Ab Mitte Oktober 1889 war Fabeck im Generalstab der 1. Garde-Division und rückte Mitte November zum Major auf. Als solcher war er vom 1. August 1891 bis zum 17. November 1893 im Generalstab des VI. Armee-Korps in Breslau. Anschließend diente er als Kommandeur des I. Bataillons im Grenadier-Regiment „König Friedrich Wilhelm II.“ (1. Schlesisches) Nr. 10 und avancierte am 27. Januar 1896 zum Oberstleutnant. Unter Versetzung in den Generalstab der Armee beauftragte man ihn Mitte Februar mit der Wahrnehmung der Geschäfte des Generalstabs des XI. Armee-Korps in Kassel, bevor er am 19. März 1896 zum Chef des Stabes ernannt wurde.
In Vertretung des Regimentskommandeurs war Fabeck ab dem 27. Januar 1898 zum Infanterie-Regiment „Herzog Friedrich Wilhelm von Braunschweig“ (Ostfriesisches) Nr. 78 in Osnabrück kommandiert. Am 17. Februar wurde er zum Regimentskommandeur ernannt und in dieser Eigenschaft am 24. Mai 1898 zum Oberst befördert. Nachdem man ihn am 18. August 1901 zunächst mit der Führung der 25. Infanterie-Brigade in Münster beauftragt hatte, wurde er Mitte November im selben Jahr Generalmajor und Kommandeur dieser Brigade. In dieser Stellung wurde er am 27. Januar 1906 zum Generalleutnant befördert und am 10. April 1906 als Kommandeur der 28. Division nach Karlsruhe versetzt.
Am 13. Januar 1910 erfolgte seine Beförderung zum General der Infanterie und Ernennung zum Kommandierenden General des XV. Armee-Korps in Straßburg. In dieser Stellung erhielt er im Juli 1912 die Erlaubnis zur Annahme des Großkreuzes des Ordens der Württembergischen Krone. Nachdem er aufgrund seines unglücklichen Agierens bei der Straßburger Köpenickiade am Aschermittwoch 1913 in Straßburg untragbar geworden war, wurde Fabeck unter Verleihung des Großkreuzes mit Eichenlaub und der königlichen Krone am 22. März mit Wirkung zum 1. April 1913 von seiner Stellung enthoben und als Kommandierender General des XIII. (Königlich Württembergischen) Armee-Korps in Stuttgart nach Württemberg versetzt.
Dieses Korps führte er im August 1914 in den Ersten Weltkrieg, wobei er anfangs der 5. Armee unterstellt war. Im Zuge des „Wettlaufs zum Meer“ wurde Fabeck mit seinem Generalkommando zur 6. Armee überstellt, wo es während der Ersten Flandernschlacht im Oktober/November 1914 die „Armeegruppe Fabeck“ führte. Dieser gelang die Eroberung des strategisch wichtigen Wytschaete-Bogens. Anschließend wurde er mit seinem Korps an die Ostfront verlegt, wo er an den Winterkämpfen der 9. Armee in Polen teilnahm. Am 3. März 1915 wurde ihm das Großkreuz des Bayerischen Militärverdienstordens mit Schwertern verliehen.
Anfang März 1915 erhielt er den Auftrag, im Westen eine neue 11. Armee aufzustellen, wurde jedoch nur kurze Zeit später mit der Führung der 1. Armee anstelle des verwundeten Alexander von Kluck beauftragt. Am 23. August 1915 wurde ihm als Oberbefehlshaber der 1. Armee für hervorragende militärische Planung und erfolgreiche Operationen während der Feldzüge 1914 bis 1915 in Belgien und Nord-Frankreich der Orden Pour le Mérite verliehen. Ab September 1915 führte er dann die 12. Armee im Osten (im Oktober 1916 umbenannt in 8. Armee).
Er starb infolge einer Erkrankung im Felde am 16. Dezember 1916 in Partenkirchen als Oberbefehlshaber der 8. Armee à la suite des in Potsdam stationierten 1. Garde-Regiments zu Fuß.

### Familie
Er heiratete am 24. Oktober 1887 in Karlsruhe Helene von Seldeneck (1863–1938), die Tochter des großherzoglich badischen Kammerherrn und Unternehmer Wilhelm von Seldeneck und der Julie Brand von Lindau. Das Ehepaar hatte die drei Töchter Ilse, Margarethe und Hildegard.

## Weitere Auszeichnungen
- Großkreuz des Ordens vom Zähringer Löwen[7]
- Großkreuz des Ordens Philipps des Großmütigen[7]
- Kronenorden I. Klasse[7]
- Großkreuz des Albrechts-Ordens mit dem Goldenen Stern[7]
- Komtur des Ordens der Krone von Italien[7]
- Großkreuz des Ordens der Krone von Rumänien[7]
- Eisernes Kreuz (1914) II. und I. Klasse
- Komtur des Württembergischen Militärverdienstordens am 1. November 1914[8]